# Albert Perikel
Albert Perikel (Thiméon, 3 maggio 1913 – Lobbes, 9 agosto 1989) è stato un ciclista su strada belga.
Professionista dal 1936 al 1940 e poi nuovamente come individuale nel biennio 1946-1947. Lo scoppio del secondo conflitto mondiale compromise in maniera irreversibile lo sviluppo della sua carriera.
Particolarmente adatto alle Classiche delle Ardenne su questi terreni seppe raccogliere i migliori risultati della carriera; concluse per due volte al terzo posto la Freccia Vallone (1937 e 1939).
Fra i suoi risultati vanno menzionati anche il secondo posto al Grand Prix de Fourmies nel 1937 dietro Gabriel Dubois e la partecipazione, nelle file della Nazionale B del Belgio, al Tour de France 1939, che concluse al ventunesimo posto ed in cui ottenne, in diverse occasioni, piazzamenti nei primi dieci di tappa.

## Palmarès

### Altri successi
- 1936 (Génial Lucifer, una vittoria)

Quatre Vents de Charleville (Criterium)
- 1939 (De Dion-Bouton, Celin-Wolber, due vittorie)

Grand Prix de la Gare Luxembourg (Criterium)
Criterium di Berlancourt

## Piazzamenti

### Grandi giri
- Tour de France

1939: 21º

### Classiche monumento
- Giro delle Fiandre

1937: 33º
- Parigi-Roubaix

1936: 33º
- Liegi-Bastogne-Liegi

1936: 27º
1937: 7º
1938: 25º